# Alberto Álvarez Díaz
Alberto Álvarez Díaz (Guanabacoa, La Habana, 25 de enero de 1937-Juanelo, 1958) fue un guerrillero cubano que participó en la Revolución cubana que participó en el Movimiento 26 de Julio, donde fue Jefe de dicho Movimiento en el municipio Regla, Ciudad de La Habana. Fue  asesinado junto a Clodomira Acosta y Lidia Doce, entre otros revolucionarios en el Reparto Juanelo, San Miguel del Padrón.  

## Revolución
Estudió en la escuela pública No.7 y posteriormente en la Superior, pero se vio obligado a dejar sus estudios para comenzar a trabajar en una fábrica de calzado en Guanabacoa para salir adelante. Su primera acción revolucionaria fue en la Escuela de Comercio de La Habana, donde estuvo al frente de un grupo de guerrilleros pertenecientes al Movimiento 26 de Julio, del que fue a hacer Jefe en su municipio. Fue capturado a la edad de 21 años en Juanelo, donde fue asesinado junto a Reynaldo Cruz Romeu, Onelio Dampiel Rodríguez, Leonardo Valdés Suárez, Lydia Doce y Clodomira Acosta. 